# شهرستان ریگان
شهرستان ریگان یکی از شهرستان‌های استان کرمان ایران است. مرکز این شهرستان، شهر محمدآباد است.
این شهرستان در تاریخ ۲۹ مهر ۱۳۸۶ از شهرستان بم جدا شد و مستقل گردید.

## موقعیت جغرافیایی
شهرستان ریگان از شمال با شهرستان فهرج، از شمال غربی با شهرستان‌های نرماشیر و گنبکی، از شرق با شهرستان ایرانشهر و از جنوب شرقی با شهرستان دلگان استان سیستان و بلوچستان، از جنوب غربی با شهرستان‌های عنبرآباد و رودبار جنوب همسایه است.
این شهرستان در فاصله ۳۰۰ کیلومتری جنوب کرمان واقع شده است.
مرکز این شهرستان تا مرکز استان ۲۸۵ کیلومتر فاصله دارد.
ریگان یکی از کانون‌های بحران فرسایش بادی در شرق ایران است. کندی عبور و مرور در جاده ترانزیت ریگان - چابهار و راه‌های روستایی از نتایج بروز ریزگردها در این شهرستان است. خشکسالی‌های اخیر در این شهرستان موجب از بین رفتن پوشش گیاهی و بروز پدیده ریزگردها در ریگان شده است.

## تقسیمات کشوری
شهرستان ریگان شامل ۲ بخش، ۴ دهستان و ۳ شهر به شرح زیر است:

### شهرستان ریگان
| بخش      | مرکز بخش | جمعیت بخش ۱۳۹۵ | نام دهستان | مرکز دهستان     | جمعیت دهستان ۱۳۹۵ | شهر                     | جمعیت شهر ۱۳۹۵       |
| -------- | -------- | -------------- | ---------- | --------------- | ----------------- | ----------------------- | -------------------- |
| مرکزی    | محمدآباد | ۴۳٬۰۳۹ نفر     | ریگان      | محمدآباد        | ۸٬۱۲۴ نفر         | محمدآباد عباس‌آباد سردار | ۲۰٬۷۲۰ نفر ۵٬۱۲۵ نفر |
| مرکزی    | محمدآباد | ۴۳٬۰۳۹ نفر     | پشت ریگ    | علی‌آباد پشت ریگ | ۷٬۰۷۰ نفر         | محمدآباد عباس‌آباد سردار | ۲۰٬۷۲۰ نفر ۵٬۱۲۵ نفر |
| رحمت‌آباد | رحمت‌آباد | ۲۱٬۴۴۸ نفر     | سعدآباد    | سعدآباد         | ۱۱٬۸۹۵ نفر        | رحمت‌آباد                | ۵٬۰۵۵ نفر            |
| رحمت‌آباد | رحمت‌آباد | ۲۱٬۴۴۸ نفر     | گاوکان     | دهنه عباسعلی    | ۴٬۴۹۸ نفر         | رحمت‌آباد                | ۵٬۰۵۵ نفر            |

## جمعیت
بر پایه سرشماری عمومی نفوس و مسکن در سال ۱۳۹۵، جمعیت شهرستان ریگان برابر با ۶۲٬۴۸۷ نفر بوده است.